# Edmond Bournonville

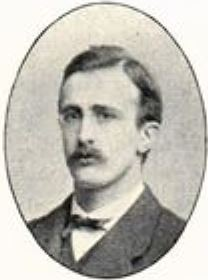
Edmond Bournonville.

Edmond Mozart August Bournonville, född 9 november 1846 i Köpenhamn, död där 12 juli 1904, var en dansk-svensk läkare.
Bournonville blev student vid Köpenhamns universitet 1864, examinerades för medicinsk ämbetsexamens första avdelning där 1868 och blev candidatus medicinæ 1871 samt medicine kandidat vid Uppsala universitet 1879 och medicine licentiat vid Karolinska institutet i Stockholm 1881. Han var lasarettsläkare i Hudiksvall 1881–1884, praktiserande läkare i Göteborg 1884, i Tomelilla 1885–1901 och i Ystad från 1901.